# اینگرید اشمیت
اینگرید اشمیت (انگلیسی: Ingrid Schmidt؛ زادهٔ ۳ مارس ۱۹۴۵) شناگر اهل آلمان بود.
وی در مسابقات کشوری و بین‌المللی در مجموع برندهٔ ۱ مدال طلا، ۱ مدال برنز شده‌است.